# ДГІ
ДГІ (DGI, скор. ісп. Dirección General de Inteligencia, Головне управління розвідки), від 1989 року – ДІ (DI, ісп. Dirección de Inteligencia, Управління розвідки), також G2 (вимовляється як «хе дос») — спеціальна служба Республіки Куба.
Розвідувальне управління (дирекція) створена наприкінці 1961 року як окремий підрозділ Міністерства внутрішніх справ; перший керівник — один із лідерів Кубинської революції 1953—1959 рр. Мануель Піньєра Лосада. Загальна оціночна кількість співробітників ДГІ (ДІ) — близько 15 тисяч осіб. Основний навчальний центр — у Кампо Мантанзасе, неподалік Гавани.
Кубинське розвідувальне управління протягом усієї своєї історії брало активну участь у допомозі лівим та ультралівим рухам Латинської Америки (Нікарагуа, Чилі, Гренада тощо), Африки (Ангола та ін.), Близького Сходу та інших регіонів. За межами країни діє «розвідувально-диверсійний» п'ятий підрозділ управління (5ª Dirección de Seguridad del Estado), інші значні підрозділи: Dirección General de Contrainteligencia (DGCI) — Головне управління контррозвідки, Dirección de Inteligencia Militar (DIM) — Управління військової розвідки, Dirección de Contrainteligencia Militar (DCM) — Управління військової контррозвідки та інші.
ДГІ створювалася та організовувалася із безпосередньою участю КДБ СРСР, більшість офіцерів служби пройшла підготовку у спеціальних навчальних закладах КДБ або під керівництвом його інструкторів і викладачів. Найвідоміша спільна операція КДБ/ДГІ — дискредитація керівництва Чилі (початок операція «Тукан» — 1976 рік).